# Gong (Band)
Gong ist eine 1968 gegründete Band, die zur Canterbury-Szene gerechnet wird. Die Gruppe bot in ihrer wechselhaften Geschichte verschiedene musikalische Stile wie Progressive Rock, Fusion, Space Rock und Jazzrock dar. Zu den bekanntesten der zahlreichen wechselnden Musiker der Band zählen der Gründer Daevid Allen, der Schlagzeuger und spätere musikalische Leiter Pierre Moerlen sowie die Gitarristen Allan Holdsworth und Steve Hillage. Aus der Kerngruppe Gong entsprangen zahlreiche Nachfolge- und Seitenprojekte wie Planet Gong, Mother Gong, New York Gong, Gongmaison und Gongzilla.

## Geschichte

### Frühe Jahre mit Daevid Allen

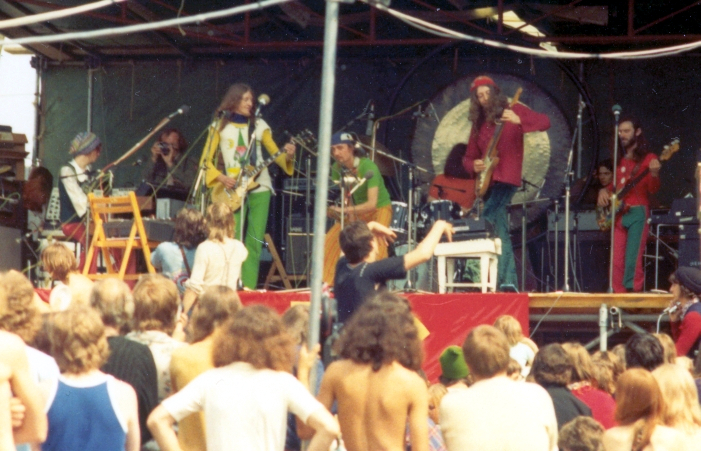
Gong live 1974

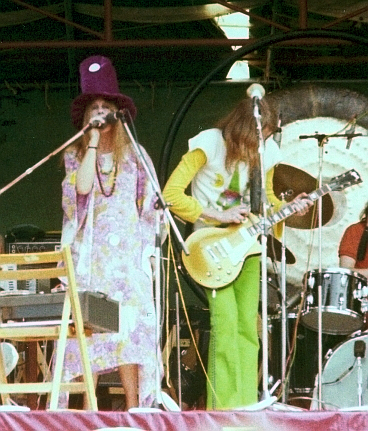
Gilli Smyth und Daevid Allen live mit Gong 1974

Daevid Allen (1938–2015) war 1967 Gitarrist der britischen Gruppe Soft Machine. Als während einer Soft-Machine-Tournee in Frankreich sein Visum und seine Aufenthaltsgenehmigung erloschen und ihm die Wiedereinreise nach Großbritannien verwehrt wurde, blieb er in Frankreich. Zur Zeit der Studentenunruhen in Paris gründete er die Band Gong mit seiner damaligen Lebensgefährtin Gilli Smyth (1933–2016), die als Sängerin teils auch futuristisches Space Whispering darbot. Wenig später verließen Allen und Smyth Frankreich und zogen vorübergehend nach Deià auf Mallorca, wo sie den Flötisten und Saxofonisten Didier Malherbe (* 1943) kennenlernten.
Zurück in Frankreich erhielt die Gruppe einen mehrere Alben umfassenden Plattenvertrag bei dem Label BYG Actuel und spielte 1969 mit dem Bassisten Christian Tritsch (* 1940) und dem Percussionisten Rachid Houari das Debütalbum Magick Brother ein. Danach stieß der vormalige Schlagzeuger von Delivery, Pip Pyle (1950–2006), zur Band, die den Soundtrack von Jérôme Laperrousaz’ Film Continental Circus und in rascher Folge auch das zweite Album Camembert Electrique sowie Allens Soloalbum Banana Moon (unter anderem neben Tritsch und Pyle auch mit Robert Wyatt von Soft Machine) aufnahm. Gong spielte 1971 beim Glastonbury Festival und unternahm anschließend eine Tour in England.
Wie bei vielen Bands, die zur Canterbury-Szene gerechnet werden, gab es auch bei Gong häufige personelle Wechsel, die dem chaotischen kreativen Umfeld und der Internationalität der Musiker geschuldet waren. Die Alben wurden teils in Frankreich, teils in England eingespielt. Nach dem Niedergang des Labels BYG zählte Gong zu den ersten Bands, die im Spätjahr 1972 bei dem neuen Label Virgin Records unter Vertrag kamen. Für die BBC spielte die Band zwischen 1971 und 1974 eine Reihe von Sessions mit Kevin Ayers (1944–2013) als zweitem Gitarristen ein.

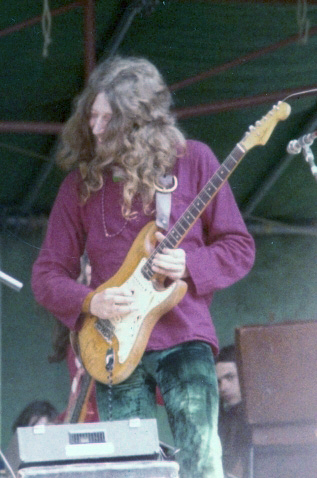
Steve Hillage live mit Gong 1974

### Radio Gnome Trilogie 1973/74
1973 entstand unter Daevid Allens Federführung mit dem Gitarristen Steve Hillage (* 1951), dem Keyboarder Tim Blake (* 1952), den Bassisten Francis Moze (Magma) und dem Schlagzeuger Laurie Allan (* 1943) das Album Flying Teapot, das eine komplexe und humorvolle Mythologie um fliegende Teekannen, grüne Männchen, gutartige Hexen, halluzinogene Drogen und Ähnliches zum Inhalt hatte, die ansatzweise bereits auch schon bei vorigen Veröffentlichungen angedeutet worden war.
Mit Bassist Mike Howlett (* 1950) sowie Schlagzeuger Pierre Moerlen (1952–2005) entstanden 1973/74 dann die Alben Angel's Egg und You, die mit Flying Teapot die so genannte Radio Gnome Trilogie bilden, die zum zentralen Motiv der Gruppe wie auch späterer Nebenprojekte wurde.
1973 zogen sich Allen und Smyth vorübergehend nach Mallorca zurück, derweil absolvierte der Rest der Stammbesetzung als Paragong eine Tour durch Frankreich. Im Frühjahr 1974 kam auch Hillages Partnerin Miquette Giraudy (* 1953) zur Band, die zunächst Gilli Smyth unterstützte und diese letztlich ersetzte, da Smyth sich aus familiären Gründen (zwei gemeinsame Kinder mit Daevid Allen) aus der Band zurückzog. Nachdem Tim Blake die Band verlassen hatte, übernahm Giraudy auch teilweise dessen Keyboard-Parts.
Daevid Allen nahm im Frühjahr 1975 seinen Abschied. Die verbleibende Band trat weiter auf und arbeitete an neuem Material für das von Nick Mason produzierte Album Shamal, doch im Frühjahr 1976 verließen auch Hillage und Giraudy die Band. Steve Hillage hatte 1975 unter Mitwirkung mehrerer Gong-Musiker sein erstes Soloalbum veröffentlicht und strebte eine Solokarriere an. Schlagzeuger Pierre Moerlen wandte sich ebenfalls von der Gruppe ab, um mit dem Percussion-Ensemble Percussions de Strasbourg auf Tournee zu gehen.

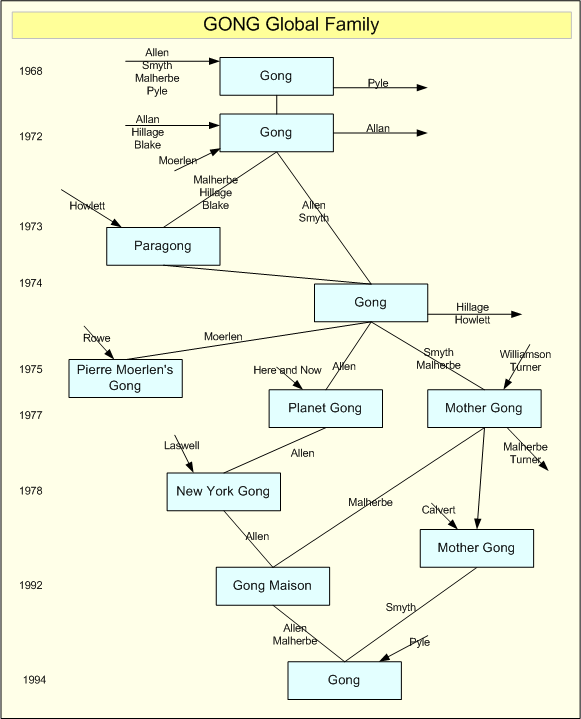
Entwicklung der Band 1968 bis 1994

### Pierre Moerlen's Gong
Virgin Records überzeugte Schlagzeuger Pierre Moerlen, zu Gong zurückzukehren und die musikalische Leitung zu übernehmen. Der Stil der Gruppe veränderte sich daraufhin hin zum rein instrumentalen Jazzrock mit einer stark perkussiven Note, da neben Schlagzeuger Pierre Moerlen nur noch dessen Bruder Benoit Moerlen sowie Mireille Bauer (* 1951) an Perkussionsinstrumenten und Bassist Mike Howlett verblieben waren. Als neuer Gitarrist wurde Allan Holdsworth (1946–2017) verpflichtet. Nachdem Bassist Howlett im Mai 1976 ebenfalls die Band verlassen hatte, entstand 1977 mit dem Bassisten Francis Moze, der bereits Jahre zuvor zeitweilig zur Band gezählt hatte, noch unter dem Namen Gong das Album Gazeuse. Ab 1978 zählte der Bassist Hansford Rowe zur festen Besetzung.
Unter Moerlens Führung entstanden im Anschluss mehrere Alben unter dem Gruppennamen Pierre Moerlen's Gong. Auf diesen Alben waren unter anderem auch Mike Oldfield, Steve Winwood und Mick Taylor zu hören. Die Gruppe war bis zum Beginn der 1980er Jahre aktiv, veröffentlichte 1986 nochmals ein Album und trat dann nur noch sporadisch in Erscheinung.
Bassist Hansford Rowe, Perkussionist Benoît Moerlen und Gitarrist Allan Holdsworth formierten in den 1990er Jahren die Gruppe Gongzilla, die an den perkussiven Stil von Pierre Moerlen's Gong anknüpft und seitdem mehrere Alben veröffentlicht hat. Pierre Moerlen war nach der Zeit mit Gong insbesondere als Schlagzeuger von Musical-Ensembles tätig, absolvierte 2002 mit Gongzilla noch eine Tournee und verstarb 2005.

### Daevid Allen's Gong

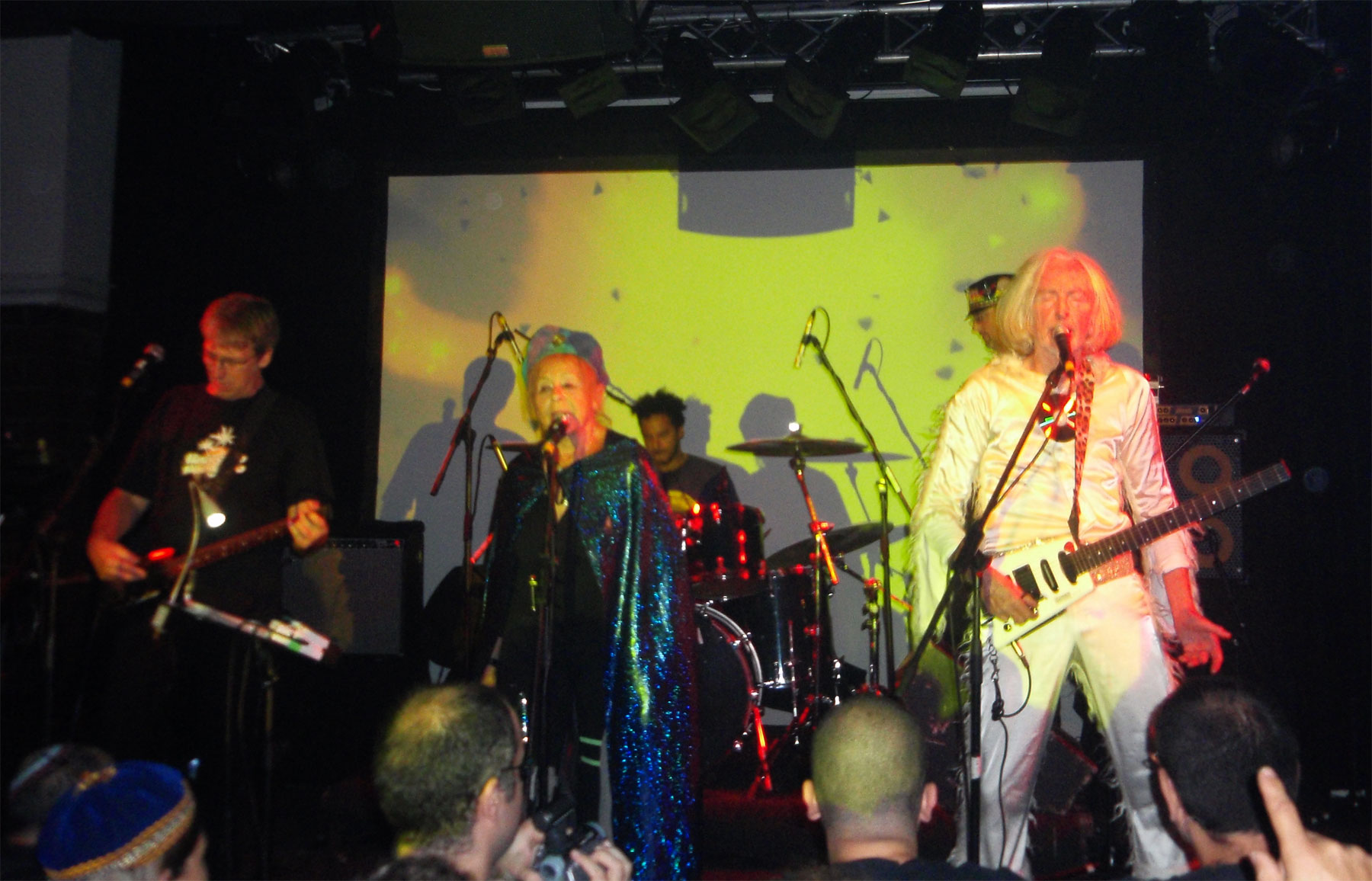
Gong live in Tel Aviv 2009, v. l. n. r. Steve Hillage, Gilli Smyth, Chris Taylor, Dave Sturt, Daevid Allen

Daevid Allen griff nach seinem Ausstieg aus der ursprünglichen Gruppe bei künftigen Projekten auch auf den Namen Gong zurück. 1977 formierte er mit Musikern der englischen Festivalband Here & Now die Liveband Planet Gong, mit der er auch eine Studiosingle einspielte. 1980 veröffentlichte er mit Bill Laswell und dessen Band Material ein Album unter dem Bandnamen New York Gong.
Gilli Smyth, die sich 1978 von Allen getrennt hatte, trat derweil ab 1979 als Mother Gong in Erscheinung, unterstützt von ihrem neuen Partner Harry Williamson und zunächst auch von Didier Malherbe und Nik Turner (Hawkwind). Die 1980er Jahre verbrachten Allen, Smyth und Williamson überwiegend in Australien. 1987 formierten Smyth und Williamson eine rein australische Besetzung von Mother Gong, die bis zum Ende ihrer Beziehung 1991 mehrere Alben einspielte und zahlreiche Konzerte absolvierte.
1988 kehrte Daevid Allen nach England zurück und gründete dort mit Gong-Urgestein Didier Malherbe das Projekt Invisible Opera Company of Tibet, dessen Name auf ein Motiv der Radio Gnome Trilogie Bezug nimmt. Die Formation nannte sich ab 1989 Gongmaison und ihr gehörte zeitweilig auch Harry Williamson an.
1992 nannte man sich schließlich wieder Gong. Der Reunion schlossen sich weitere frühere Bandmitglieder an, darunter Schlagzeuger Pip Pyle, Bassist Mike Howlett und Sängerin Gilli Smyth. Außerdem zählten jüngere Musiker zur Besetzung wie Geiger Graham Clark (* 1959) und Saxofonist Theo Travis (* 1964). Die Gruppe hat mit den Alben Shapeshifter (1992) und Zero to Infinity (2000) nochmals an die Radio Gnome Trilogie angeknüpft und als Classic Gong von 1996 bis 2001 zahlreiche Tourneen absolviert.
Seitdem war die „klassische Besetzung“ nur noch gelegentlich zu sehen. Drummer Pip Pyle starb 2006. Daevid Allen trat weiterhin mit verschiedenen Formationen in Erscheinung, darunter mit seiner Gruppe University of Errors, mit der er Titel von Soft Machine interpretierte, und mit Acid Mothers Gong zu der neben Kawabata Makoto von Acid Mothers Temple auch wieder Gilli Smyth und gelegentlich der gemeinsame Sohn Orlando Allen zählten. Gemeinsam mit Mikey Cosmic und verschiedenen Gong-Musikern hat Allen ab 2000 auch mehrere Alben mit meditativer Musik eingespielt.
Daevid Allen starb 2015 an den Folgen einer Krebserkrankung und Gilli Smyth 2016 an einer Lungenentzündung. Auf Wunsch Allens, den er in einer Abschieds-E-Mail kurz vor seinem Tode seinen Bandkollegen mitteilte, wurde Gong als Quintett weitergeführt, bestehend aus Gitarrist Fabio Golfetti, Bassist Dave Sturt, Holzbläser Ian East, Gitarrist und Schlagzeuger Cheb Nettles, sowie Kavus Torabi den Allen in seiner E-Mail als Sänger vorschlug. Im September 2016 veröffentlichten sie das Album Rejoice! I'm Dead!, gefolgt von The Universe Also Collapses im Jahr 2019, Pulsing Signals 2022, und Unending Ascending im Jahr 2023.

## Gong-Mythologie
Mythologie von Gong ist eine humorvolle Sammlung wiederkehrender Figuren und allegorischer Themen, die sich durch die Alben von Gong, Daevid Allens und in geringerem Maße auch durch die frühen Werke von Steve Hillage ziehen. Die Charaktere basierten oft auf den Bandmitgliedern oder wurden als Pseudonyme für diese verwendet. Die Geschichte basiert auf einer Vision, die Allen während des Ostervollmonds 1966 in Deià, Mallorca, hatte, die ihm seine Zukunft vor Augen führte. Diese Mythologie wurde in den früheren Alben von Gong angedeutet, wurde aber erst mit der Radio-Gnome-Invisible-Trilogie von 1973/74 zum zentralen Thema. Sie enthält viele Ähnlichkeiten mit Konzepten aus der buddhistischen Philosophie,  wie z. B. Optimismus, die Suche nach dem Selbst, die Leugnung der absoluten Realität und die Suche nach dem Weg zur Erleuchtung. Häufig wird auf die Bereitung und den Konsum von Tee Bezug genommen, was möglicherweise auf Pilztee hindeutet, da das Wort in der Englischen Sprache seit langem auch als Umschreibung von Cannabis verwendet wird, insbesondere in den 1940er und 1950er Jahren. Die Erwähnung von fliegenden Teekannen wurde durch Russells Teekanne von Bertrand Russell inspiriert.

## Mitglieder
Aktuelle Besetzung:
- Ian East – Holzblasinstrumente
- Fabio Golfetti – Gitarre
- Cheb Nettles – Schlagzeug
- Kavus Torabi – Gesang, Gitarre
- Dave Sturt – E-Bass

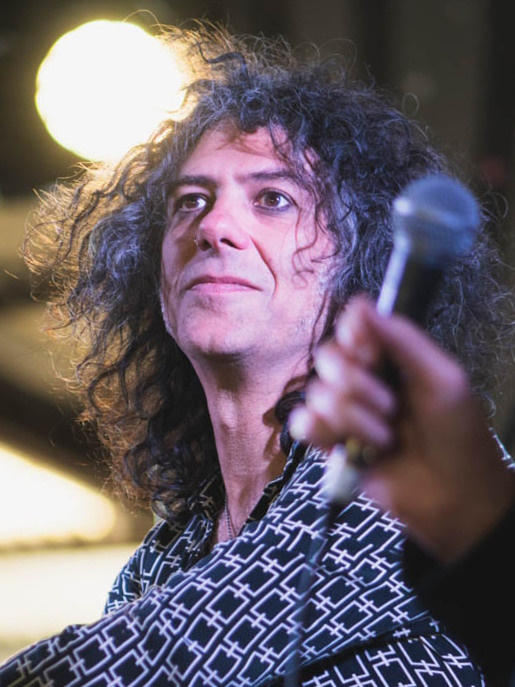
Kavus Torabi
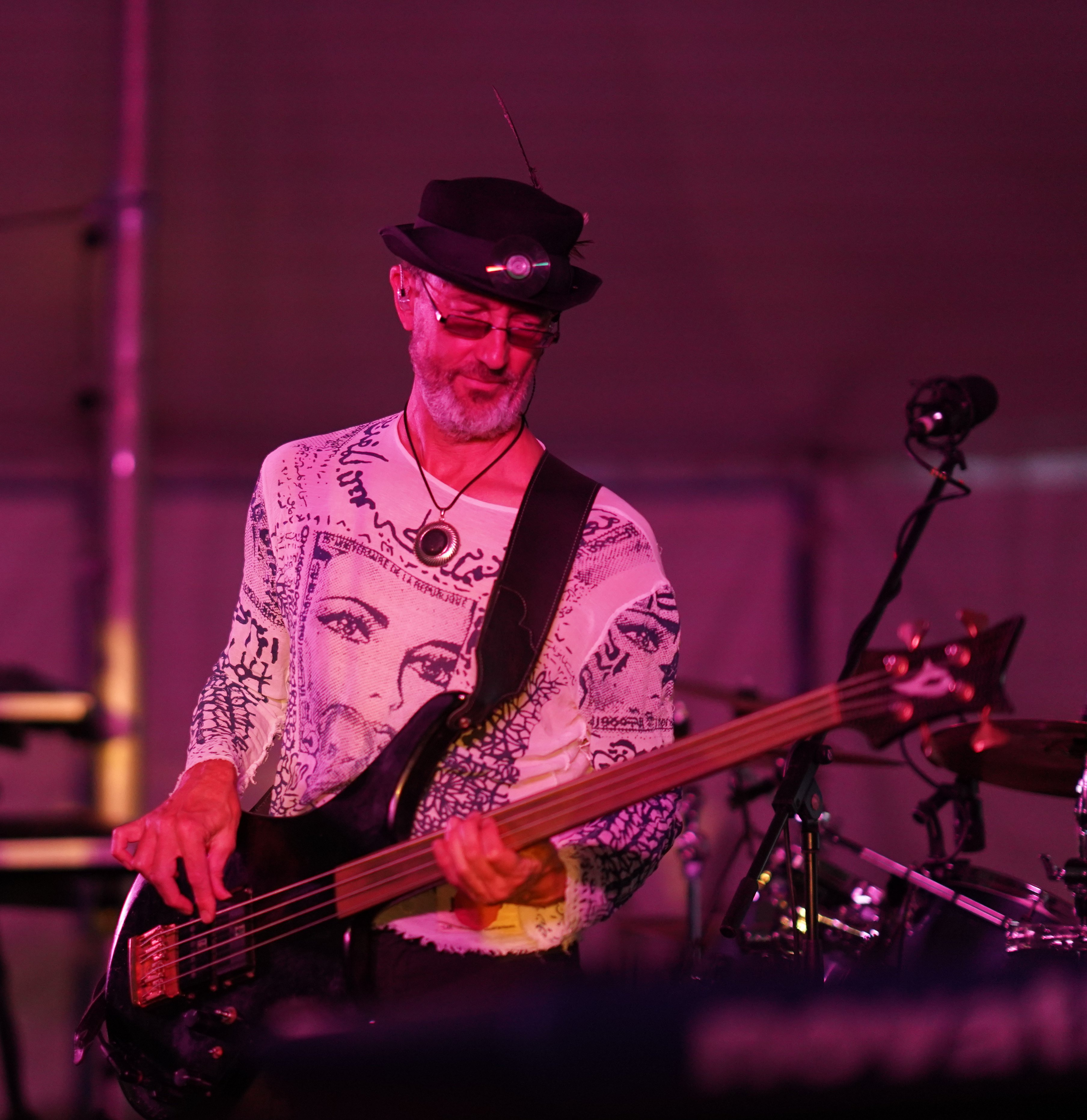
Dave Sturt
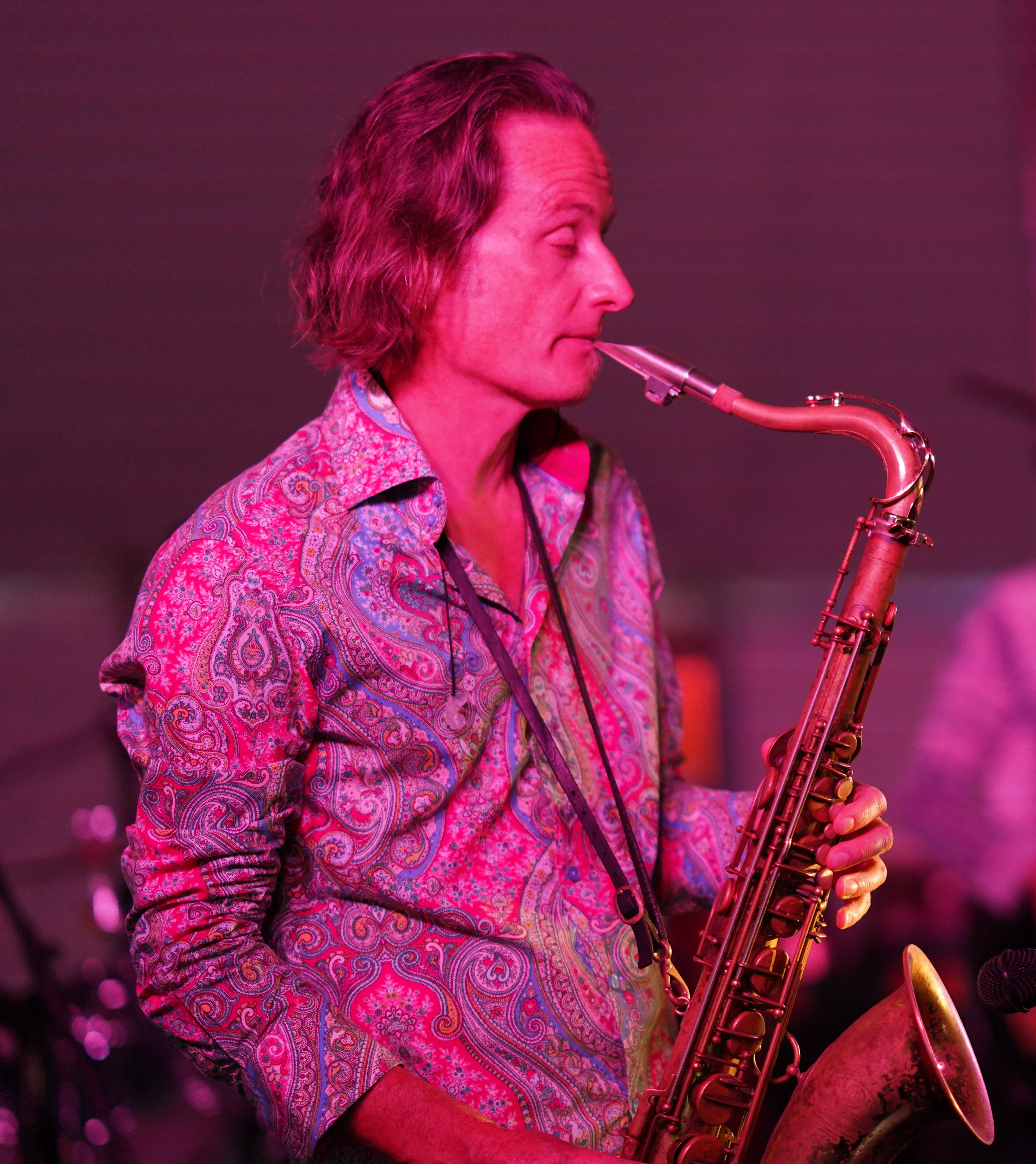
Ian East
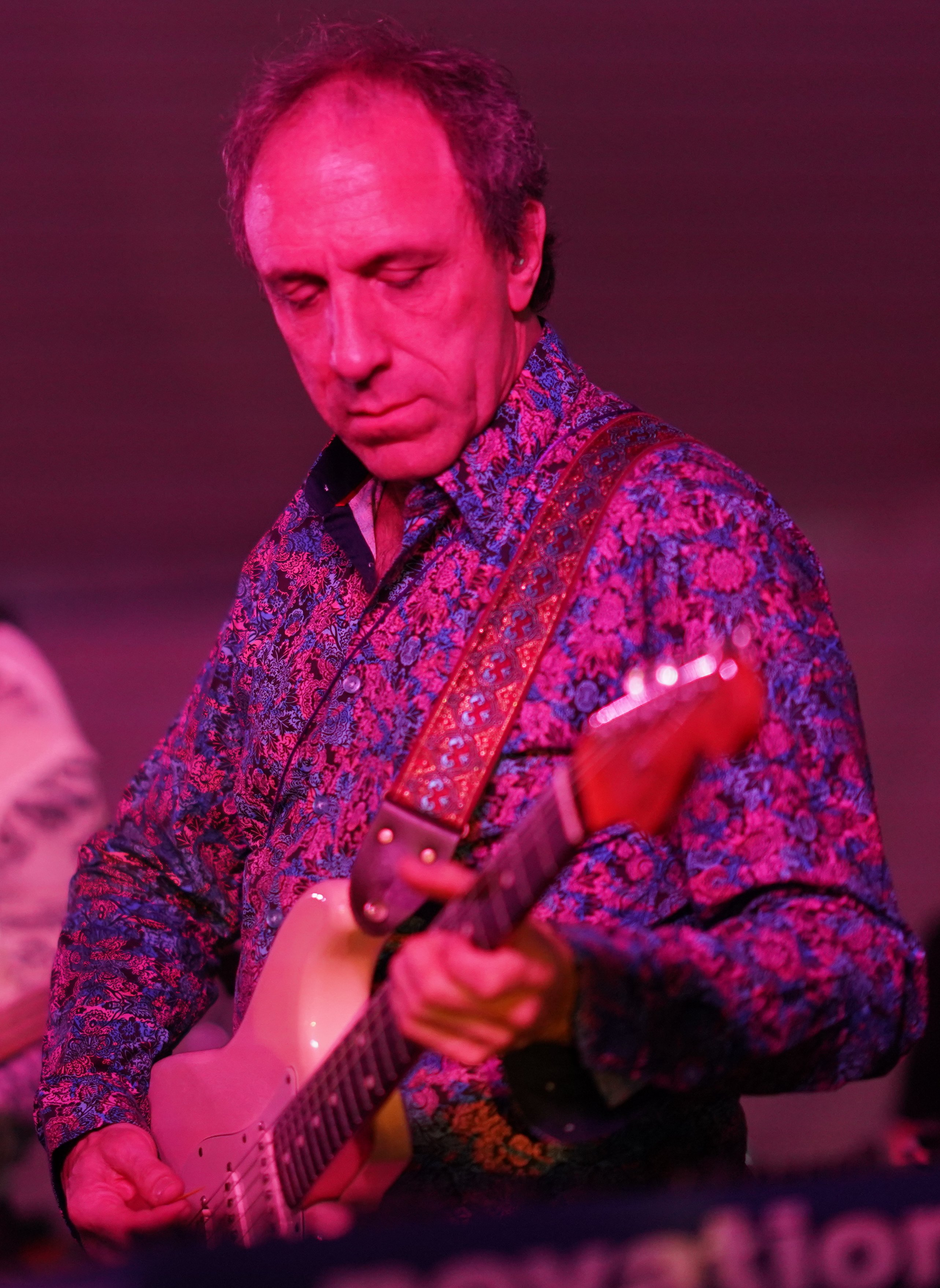
Fabio Golfetti
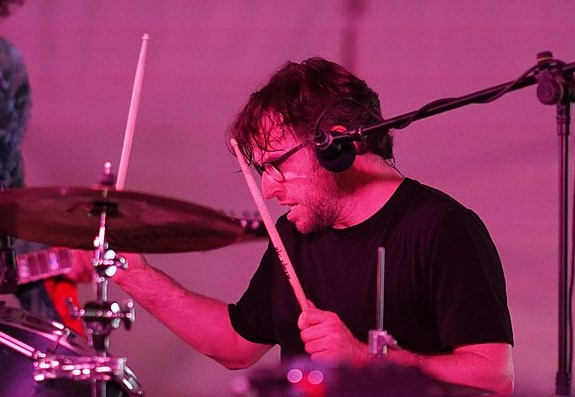
Cheb Nettles

### Ehemalige Mitglieder
Zu den Musikern, die bei Gong gespielt haben, gehören:
- Laurie Allan
- Daevid Allen
- Orlando Allen
- Mireille Bauer
- Tim Blake
- Bill Bruford
- Francois Chausse
- Mino Cinelu
- Brian Davison
- Loy Ehrlich
- Dieter Gewissler
- Miquette Giraudy
- Burton Greene
- Charles Hayward
- Steve Hillage
- Allan Holdsworth
- Rachid Houari
- Mike Howlett
- Daniel Lalou
- Pete Lemer
- Patrice Lemoine
- Bon Lozaga
- Didier Malherbe
- Charlie Mariano
- Benoit Moerlen
- Pierre Moerlen
- Francis Moze
- Barre Phillips
- Jorge Pinchevsky
- Pip Pyle
- Hansford Rowe
- Howard Scarr
- Gilli Smyth
- Tasmin Smyth
- Theo Travis
- Christian Tritsch
- Darryl Way

## Diskografie
- 1970: Magick Brother
- 1971: Continental Circus
- 1971: Camembert Electrique
- 1973: Flying Teapot
- 1973: Angel’s Egg
- 1974: You
- 1975: Shamal
- 1976: Gazeuse!
- 1977: Gong Est Mort, Vive Gong!
- 1978: Planet Gong – Live floating anarchy 1977.
- 1978: Expresso II
- 1979: Time is the Key
- 1979: Downwind
- 1981: Leave it open
- 1986: Breakthrough
- 1988: Second Wind
- 1990: Live au Bataclan – 1973
- 1990: Live at Sheffield 74
- 1992: Shapeshifter
- 1993: Live on TV 1990
- 1994: 25th Birthday Party
- 2000: Zero to Infinity
- 2000: Live 2 Infinitea
- 2002: Radio Gnome Invisible
- 2002: High Above the Subterania Club 2000 (DVD)
- 2004: Acid Motherhood
- 2009: 2032
- 2014: I see You
- 2016: Rejoice! I'm Dead!
- 2019: The Universe Also Collapses
- 2022: Pulsing Signals
- 2023: Unending Ascending

### Videoalben
- 2002: High Above The Subterania Club 2000
- 2007: Gong @ Montserrat 1973 And Other Stories
- 2008: Live At The Gong Family Unconventional Gathering, The Melkweg, Amsterdam
- 2011: Gong On French TV 1971 - 1973

## Filmografie
- 2015: Romantic Warriors III: Canterbury Tales (DVD)